# Tecnica di Mohs
La tecnica chirurgica di Mohs (denominata anche chemiochirurgia o chirurgia microscopicamente controllata) è stata introdotta nel 1938 da Frederic E. Mohs per il trattamento microscopico di tipologie comuni di tumore della cute. Consiste nell'esaminazione intraoperatoria da parte del chirurgo di ogni porzione di tessuto rimossa durante l'intervento chirurgico; questa permette l'identificazione della neoplasia e dei margini di escissione. La seconda informazione suggerisce al chirurgo quale e quanto tessuto rimuovere successivamente. Si tratta di uno dei metodi utilizzati per ottenere il controllo completo dei margini durante le procedure di rimozione dei tumori cutanei utilizzando tecniche istologiche fisiche (a freddo) o chimiche (tramite l'utilizzo di fissativi e coloranti).
È una delle due forme della tecnica (CCPDMA – complete circumferential peripheral and deep margin assessment). Non è un sinonimo della tecnica del bread-loafing.
Le percentuali di successo con la chirurgia di Mohs assumono percentuali diverse in base alla lesione cutanea coinvolta:
| Lesione cutanea coinvolta           | Percentuali di successo | Fonte             |
| ----------------------------------- | --- | ----------------- |
| Carcinoma basocellulare             | 97-99.8% 95-96% | [ 5 ] [ 6 ]       |
| Carcinoma spinocellulare            | Inferiori a quelle del carcinoma basocellulare                                                                                 | ND                |
| Carcinoma a cellule basali recidivo | 94% | [ 7 ]             |
| Melanoma in situ                    | 77-98% (variabile in base alle capacità del chirurgo); 95% se con sezioni congelate; 98-99% se con sezioni fissate normalmente | [ 7 ] [ 8 ] [ 9 ] |
| Altri melanomi                      | 52% | [ 7 ]             |

La tecnica di Mohs può essere applicata anche nei seguenti casi:
- dermatofibrosaroma protuberans;[10]
- cheratoacantoma;
- tumori a cellule fusate;
- carcinoma sebaceo;
- carcinoma annessiale microcistico;
- carcinoma a cellule di Merkel;
- sindrome di Paget (nel carcinoma mammario);
- fibroxantoma atipico;
- leiomiosarcoma[11][12]

## Storia
Originariamente Mohs utilizzava un agente cauterizzante per stimolare la necrosi del tessuto malato e la cicatrizzazione di quello sano. Questa "crema" cauterizzante era composta da:
- 34.5 ml di una soluzione satura di cloruro di zinco;
- 10 mg di estratto di "bloodroot" (radice della pianta Sanguinaria canadensis) contenente in principio attivo sanguinarina;
- 40 mg di solfuro di antimonio (detto anche stibnite)[13]

Questa crema era simile alla crema di Hoxsey, una soluzione che prende l'eponimo dal suo stesso creatore; quest'ultima non costituisce un farmaco e rientra nel campo dell'omeopatia. Hoxsey è conosciuto a livello internazionale per la formulazione di terapie omeopatiche non efficaci. Egli stesso sviluppò nel corso della sua vita un carcinoma prostatico e non riuscì a curare la patologia con la sua preparazione.
La differenza sostanziale tra le due creme e terapie consisteva soprattutto nei tempi di applicazione: Mohs utilizzava la crema per lunghi periodi, una pratica che attualmente è sconsigliata poiché ritenuta molto rischiosa. Nello specifico, egli applicava la crema sulla cute lesionata per una notte e il giorno seguente procedeva con l'escissione del tumore, previa anestesia del paziente. Il tessuto escisso veniva preparato istologicamente ed esaminato al microscopio per l'analisi dei margini liberi della lesione (ovvero del confine tra lesione tumorale e cute sana). A questo punto la chemiochirurgia procedeva in questo modo:
- Se non erano presente margini liberi (margini di escissione positivi) il preparato conteneva soltanto il tumore e il paziente doveva ripresentarsi per sottoporsi ad un altro trattamento di chirurgia escissionale;
- Se erano presente i margini liberi della lesione (margine di escissione negativi) il preparato conteneva l'intera lesione tumorale e parte della cute sana; in questo caso il paziente si sottoponeva a cure atte a cicatrizzare e risanare il tessuto sano.

Con la scoperta di tecniche di natura fisica per la preparazione dei tessuti (es. a freddo) e con la scoperta dell'anestesia locale i tempi della chemiochirurgia si sono sensibilmente ridotti (attualmente si effettua in un solo giorno), insieme ai costi e ai rischi post-operatori.
Al 2017 la tecnica di Mohs è stata valutata positivamente dalla FDA. Diverse associazioni di dermatologia americane si sono occupate di elaborare dei "criteri appropriati" (AUC= Appropriate Use Criteria) da applicare sia alla tipologia di paziente, malattia e capacità professionali certificate del chirurgo e dell'anatomopatologo.

## Descrizione della tecnica
La chirurgia di Mohs è una tecnica che richiede molteplici requisiti professionalizzanti da parte di chi la esegue:
- capacità di praticare escissioni (un tipo di biopsia cutanea), abilità sviluppata soprattutto da un dermatologo, da un chirurgo generale, da un otorinolaringoiatra o da un maxillo-facciale;
- capacità di preparare e analizzare i tessuti escissi, abilità sviluppata soprattutto da un anatomopatologo;
- capacità di praticare punti di sutura o ulteriori escissioni/incisioni al fine di preservare il più possibile zone di cute sana, abilità sviluppata soprattutto da chirurgi specializzati.

Questa chirurgia può richiedere una stretta collaborazione tra professionisti di diverse UOC (unità operative complesse) e i diversi professionisti sono identificati in un'unica entità denominata "chirurgo di Mohs").
Questa tecnica condivide gli stessi principi della tecnica standard del "bread loafing" (letteralmente tradotta come "taglio del pane", poiché il tessuto viene sezionato in tante piccole fette prima di essere esaminato) con la differenza che esamina tutte le sezioni ottenute (e non le seleziona in maniera casuale).

### 1 step: Chirurgia oncologica, Biopsia escissionale
La tecnica di Mohs può essere effettuata nello studio di un professionista previa selezione del paziente ideale e anestesia. L'anestesia può essere effettuata anche da un infermiere abilitato. Il chirurgo (utilizzando un piccolo bisturi e aiutandosi con un dermatoscopio) rimuove la lesione tumorale insieme ad una porzione di cute sana. L'ampiezza longitudinale della cute sezionata rappresenta il cosiddetto "margine libero" ed oscilla da 1 a 1.5 mm. Il margine libero nella tecnica di Mohs possiede un'ampiezza decisamente inferiore rispetto alle biopsie escissionali standard (dai 4 ai 5 mm, a seconda della lesione).

#### AUC da utilizzare
Il chirurgo di Mohs al fine di evitare l'instaurarsi di recidive, non deve praticare l'escissione in lesioni tumorali nei seguenti distretti:
- sulla cute del tronco;
- sulla cute dell'estremità degli arti (es. regioni acrali).

È stato registrato infatti un elevato rapporto rischio/beneficio in questa popolazione target di pazienti.

### 2 step: Mappatura della lesione, preparazione del tessuto escisso e creazione della mappa di Mohs
Al fine di garantire la corretta identificazione di tutto il perimetro della lesione tumorale il chirurgo di Mohs deve praticare degli accorgimenti e creare una vera e propria "legenda" della lesione, in maniera tale da consentire ad un altro professionista (es. anatomopatologo) di identificare l'orientamento originario della lesione. 

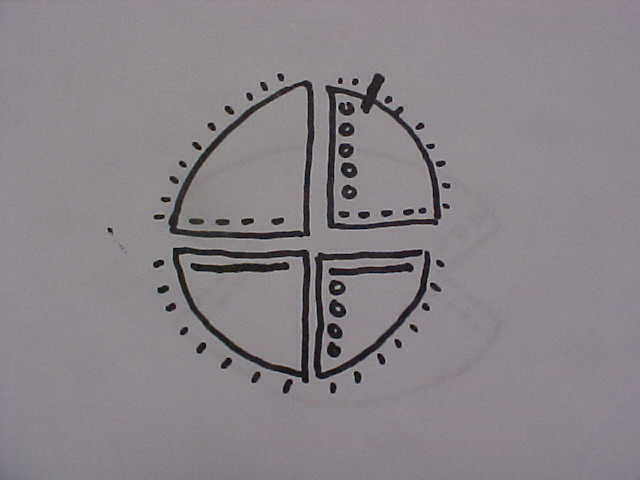
Cerchio completo = Lesione neoplastica con 1-1.5mm di cute sana;
Perimetro del cerchio= Margine chirurgico;
Quadrante del cerchio = porzione di lesione da "schiacciare" e preparare per l'analisi in laboratorio

#### Mappatura della zona lesionata prima dell'escissione
Il chirurgo di Mohs può suddividere la lesione tumorale in diverse unità prima di praticare l'escissione. Può servirsi di coloranti o di "nick" chirurgici. Un esempio è mostrato a destra dove la lesione tumorale è stata mappata in quadranti e ogni quadrante è stato ulteriormente mappato con segni grafici diversi che possono mostrare:
- il perimetro esterno del quadrante (il margine chirurgico dell'escissione);
- il perimetro interno del quadrante (usato per identificare il centro della lesione)

Nello specifico il chirurgo di Mohs ha inventato una "legenda" in cui i diversi elementi istologici sono rappresentati da un marcatore grafico:
```
Epidermide		l  l  l  l  l  l  l  l  l  l

BLU                	-   -   -   -   -   -   -   -   -
 
ROSSO			---------------------------------

GIALLO			O  O  O  O  O  O  O

VERDE			X  X  X  X  X  X  X

Epidermide Mancante       V V V V V V V V V V

```

In questo modo un anatomopatologo che riceve il tessuto con il quadrante in basso a destra può capire ad esempio che:
1. il margine ricurvo delineato dai numeri "1" rappresenta l'epidermide;
2. il margine delineato dal numero "0" che sarà colorato in giallo rappresenta il margine interno-inferiore della lesione (in due dimensioni) e la faccia gialla del preparato rappresenta la faccia mediale della lesione (in tre dimensioni);
3. Il margine delineato da una linea continua che sarà colorato in rosso rappresenta il margine interno-posteriore della lesione (in due dimensioni) e la faccia rossa del preparato rappresenta la faccia posteriore della lesione (in tre dimensioni);

#### Mappatura della lesione post-biopsia e tecnica di preparazione; differenze con la "bread-loafing"

Tecnica classica del "Bread-Loafing" (della "fetta di pane"). È rappresentata una zona di cute contenente un tumore (nero scuro).
Il margine chirurgico è rappresentato dal perimetro dell'ellissi (in due dimensioni) ma anche dalle superfici laterali e inferiori della zona escissia.
Con il bread loafing vengono praticate delle sezioni verticali in maniera casuale (nella figura sono rappresentate da linee parallele ravvicinate che intersecano il tumore). Questo approccio non consente all'anatomopatologo di riconoscere i margini reali del tumore: ad esempio non è in grado di individuare le micrometastasi (roots nella figura) poiché la sezione esaminata non le include.

La particolarità della tecnica di Mohs che la distingue dalle tecniche classiche di anatomia patologica è quella di analizzare il 100% dei margini chirurgici al fine di ridurre la percentuale di falsi negativi. 
È diversa dal bread-loafing, una delle tecniche classiche comunemente utilizzata in istopatologia. Con questa tecnica il blocco di tessuto viene sezionato verticalmente in maniera casuale e successivamente esaminato. Questo approccio teorico è molto economico in termini di tempo e di costi, ma permette di esaminare solo una porzione del margine chirurgico. Un esempio di falso negativo con questa tecnica è rappresentato dall'immagine a destra. 
La tecnica di Mohs manipola il tessuto in maniera tale da esaminare il 100% dei margini, utilizzando i seguenti "principi": 
- trasforma un solido tridimensionale (il tessuto escisso) in una figura bidimensionale (ad esempio schiacciandolo);
- utilizza sezioni orizzontali e non verticali (in maniera tale che ogni sezione possa contenere il 100% dei margini chirurgici e il 100% dei margini del tumore).

Diversi autori hanno paragonato questo approccio a: 
- appiattire una vaschetta di alluminio ("smashing the pie pan"), dove la vaschetta rappresenterebbe la biopsia ottenuta (figura a sinistra);
- togliere la buccia ad un'arancia e poi appiattirla, dove l'arancia rappresenterebbe la biopsia ottenuta;

Tecnica di Mohs applicata ad una biopsia cutanea con neoplasia in situ

Approccio di Mohs tramite la similitudine di una vaschetta di alluminio.
L'area della vaschetta (inferiore, laterale e superiore) stata rappresentata in "due dimensioni" semplicemente schiacciando il tessuto.
In futuro delle sezioni orizzontali permetteranno di analizzare tutti i margini della vaschetta.